# Donaueschingen
Donaueschingen er en by i Tyskland sydvest i delstaten Baden-Württemberg med omkring 20.000 indbyggere. Byen ligger i landkreisen Schwarzwald-Baar nær kilden til floden Donau. Den ligger 13 km syd for Villingen-Schwenningen, 24 km vest for Tuttlingen og cirka 30 km nord for den schweiziske by Schaffhausen.

## Geografi
Donaueschingen ligger på Baarplateauet syd i Schwarzwald. Floderne Brigach og Breg løber her sammen og danner floden Donau, som har givet navn til byen.

## Historie
Byen blev først nævnt som Donaueschingen i 889. I 1283 gav Rudolf von Habsburg grevskabet Baar og Donaueschingen til Heinrich I. von Fürstenberg, i tillæg rettigheder til at brygge øl. Dette er ophavet til bryggeriet Fürstlich Fürstenbergische Brauerei. I 1488 gik byen til greven af Fürstenberg. Fra 1700-tallet var Donaueschingen residens for fyrsterne af Fürstenberg. I 1806 kom byen ind under Storhertugdømmet Baden og fik bystatus i 1810. En stor del af byen blev ødelagt af en brand i 1908.

## Eksterne links
- Wikimedia Commons har flere filer relateret til Donaueschingen